# Joep de Mol
Joep Paul Eric de Mol (Berkel-Enschot, 10 de dezembro de 1995) é um jogador de hóquei sobre a grama neerlandês.

## Carreira
De Mol começou a jogar hóquei em seu clube local em Berkel-Enschot e também jogou nas categorias de base do HC Tilburg. Ele então jogou três anos pelo Push em Breda. Em 2014, ele mudou para Oranje Zwart. Depois que Oranje Zwart se fundiu em 2016 com EMHC, ele começou a jogar pelo clube recém-formado Oranje-Rood.
De Mol fez sua estreia pela seleção principal na Final da Liga Mundial de Hóquei de 2015, quando substituiu o lesionado Sander Baart. Ele foi nomeado como reserva para a Copa do Mundo de 2018. Ele foi convocado durante a fase eliminatória para substituir o lesionado Sander de Wijn. Em junho de 2019, ele foi selecionado para a seleção da Holanda para o Campeonato EuroHockey de 2019. Eles ganharam a medalha de bronze ao derrotar a Alemanha por 4 a 0.
Nos Jogos Olímpicos de Verão de 2024, em Paris, conquistou a medalha de ouro no torneio masculino do hóquei sobre a grama, após vencer na final confronto contra a equipe alemã por pênaltis.